# Вивиани (лунный кратер)
Кратер Вивиани (лат. Viviani) — небольшой ударный кратер на обратной стороне Луны. Название присвоено в честь итальянского физика и математика, ученика Галилея и Торричелли, Винченцо Вивиани (1622—1703) и утверждено Международным астрономическим союзом в 1976 г. Сведения о периоде образования кратера отсутствуют.

## Описание кратера

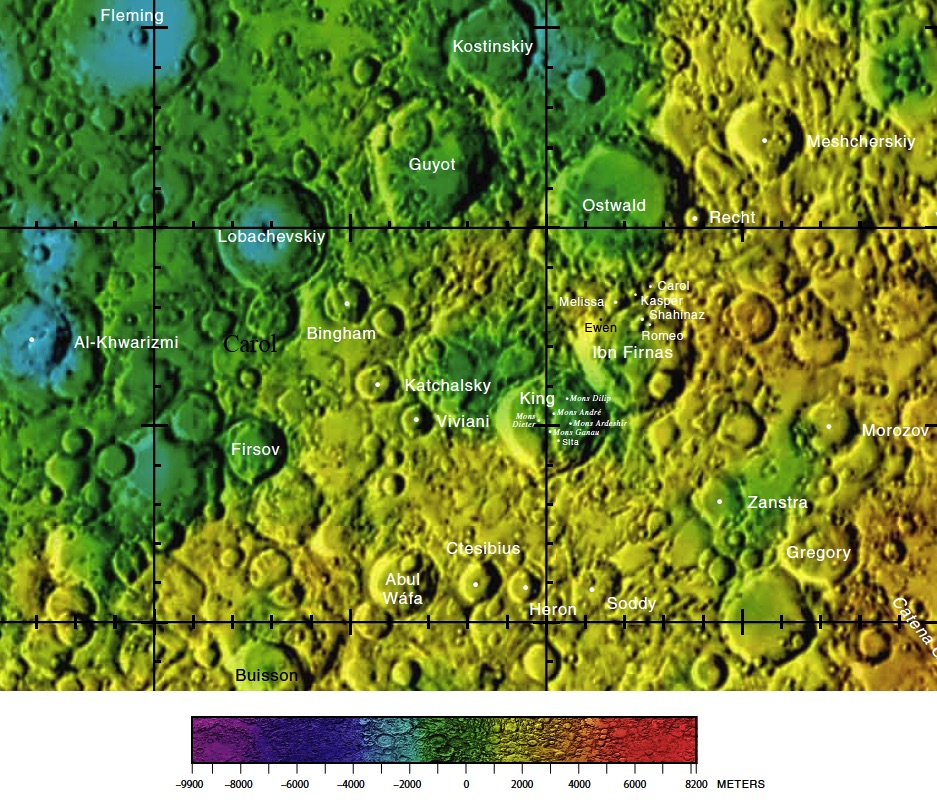
Окрестности кратера Вивиани. Фрагмент карты обратной стороны Луны.

Ближайшими соседями кратера являются кратер Качальский на северо-западе, кратер Ибн Фирнас на востоке-северо-востоке, кратеры Абу-ль-Вафа и Ктесибий на юге и кратер Фирсов на западе-юго-западе. На западе от кратера, в центре треугольника образованными кратерами Вивиани, Качальский и Фирсов, находится структура с высоким альбедо. Селенографические координаты центра кратера 5°10′ с. ш. 117°09′ в. д. / 5,16° с. ш. 117,15° в. д., диаметр 26,9 км, глубина 1,92 км.
Кратер имеет близкую к циркулярной чашеобразную форму с хорошо очерченным валом. Внутренний склон вала гладкий, несколько шире в юго-западной части по сравнению с остальным периметром, в южной части вал перекрыт небольшим кратером, небольшой кратер примыкает к внешнему откосу вала в восточной части. Высота вала кратера над окружающей местностью 870 м, объем кратера составляет приблизительно 440 км³. Дно чаши ровное, без приметных структур.

## Сателлитные кратеры

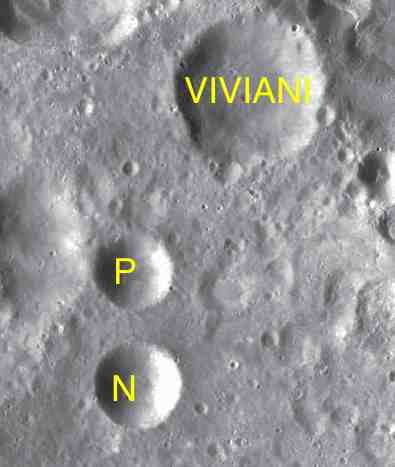
Фрагмент карты LAC-65.

| Вивиани | Координаты                                            | Диаметр, км |
| ------- | ----------------------------------------------------- | ----------- |
| N       | 3°29′ с. ш. 116°30′ в. д. / 3,49° с. ш. 116,5° в. д.  | 15,3        |
| P       | 4°08′ с. ш. 116°29′ в. д. / 4,14° с. ш. 116,48° в. д. | 12,9        |